# Кону, Герсон
Герсон Кону (или Гу-Кону) (англ. Gerson Konu, имя при рождении — Квадзо Гагло Гу-Кону, англ. Kwadzo Gaglo Gù-Konu; 1932—2006) — тоголезский активист по правам человека и борец за мир.
Герсон Кону является основателем волонтерского движения рабочих лагерей в Того. В 1957 году он впервые открыл для себя международный волонтерский рабочий лагерь в Гане, будучи учителем начальных классов. Там же он впервые услышал про Международную гражданскую службу (англ. Service Civil International). После возвращения домой он основал организацию LVT (фр. Les Volontaires au travail). Его работа продолжается до сих пор: волонтерские рабочие лагеря продолжают работать, поддерживаемые Тоголезской Ассоциацией добровольцев на работе (фр. ASTOVOT) и другими тоголезскими ассоциациями.

## Биография

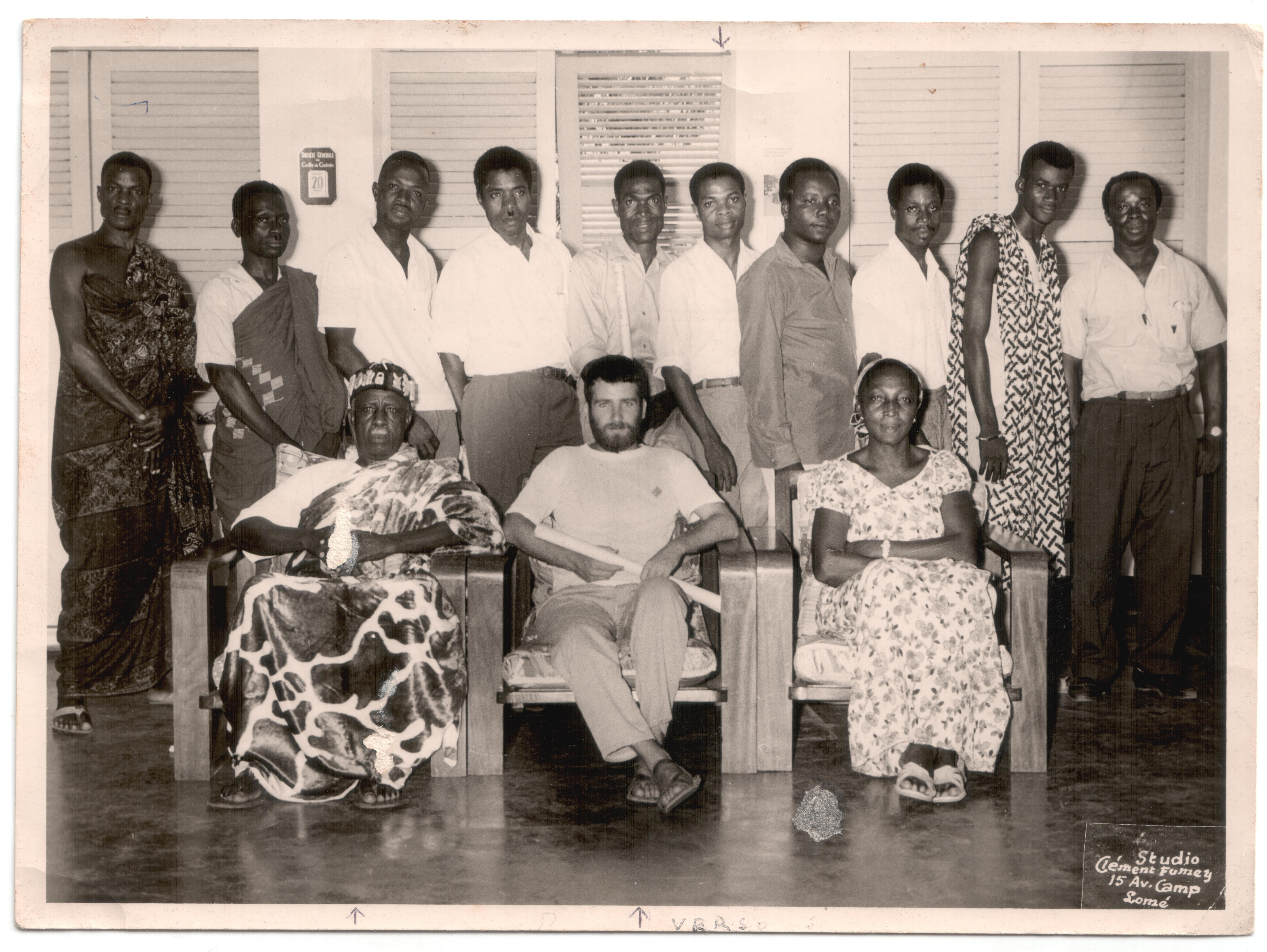
Герсон Кону в Того (1961), стоит 6-й слева

27 апреля 1960 года Того провозгласила независимость. В 1961 году на всеобщих выборах президентом Того стал Силванус Олимпио, Герсон Кону был выбран членом Парламента от города Кпалиме. Рабочие лагеря, организованные LVT, являлись ответом на потребности нового государства, в котором местным жителям было предложено взяться за собственное развитие. Крестьяне, ученики средних школ и иностранные волонтеры — африканцы и европейцы — работали вместе, плечом к плечу. Параллельно с этими рабочими лагерями Герсон организовал программы обучения грамоте на местном языке. Эти инициативы были очень успешными, поскольку соответствовали нуждам людей и соответствовали местным обычаям совместной работы.
13 января 1963 года в Того произошёл военный переворот, в ходе которого действующий президент был убит, а Герсон Кону был арестован и подвергался пыткам. Освобожден спустя 4 года после многократных петиций британского подразделения Международной гражданской службы — Международной добровольческой службы (англ. International Voluntary Service) и Amnesty International. Затем он сбежал во Францию, где нашёл работу штатным сотрудником в парижском офисе Международной гражданской службы (SCI). С 1970 по 1978 год он работал в Международном секретариате SCI по Западной Африке. На своем посту налаживал связи с африканскими волонтерскими ассоциациями и разрабатывал долгосрочные проекты, способствуя развитию стран региона.
В 1978 году он ушёл со своей должности в SCI и перешёл на работу в Международный секретариат Amnesty International в Лондоне. Он отвечал за развитие и поддержку филиалов организации в Африке.
На протяжении всего изгнания ему угрожал режим в Того, и практически до конца своих дней он не мог посетить свою родину. Выйдя на пенсию и будучи тяжело больным, жил в Лондоне и Хо, небольшом городе в Гане, недалеко от тоголезской границы. Он продолжал запускать проекты по развитию, основанные на доверии к инициативам на местах, и поддерживать правозащитные ассоциации в Африке.